# Sikorsky CH-53 Sea Stallion
Sikorsky CH-53 Sea Stallion – amerykański ciężki śmigłowiec transportowy. Swoimi wymiarami i przeznaczeniem przypomina CH-47 Chinook. Jest on w stanie przenosić np. haubice M198 lub samochody Humvee. Często bywa określany mianem „latającego dźwigu”. Stosuje się go również do akcji ratunkowych i desantowych. Posiada rampę załadunkową, dzięki której na jego pokładzie można umieścić np. samochód terenowy M151.

## Historia
W 1959 Korpus Piechoty Morskiej Stanów Zjednoczonych rozpisał przetarg na śmigłowiec transportowy. Maszyna musiała spełniać wiele restrykcyjnych norm: mieć możliwość swobodnego wodowania, posiadać rampę załadunkową, cechować się możliwością przenoszenia ciężkiego sprzętu oraz w razie potrzeby zamiast funkcji transportowej móc przewieźć oddział żołnierzy. Przetarg wygrała firma Sikorsky Aircraft Corporation z maszyną o nazwie S-65 i już w 1962 r. Piechota Morska złożyła zamówienie na nią.
W wyniku nieudanej próby odbicia zakładników z ambasady USA w Teheranie w 1980 (operacja Orli Szpon) jeden RH-53D utracono, a pięć pozostawiono w Iranie (Irańczycy dysponowali wcześniej sześcioma RH-53D).
Większość CH-53D US Marines zastąpiły nowe CH-53E Super Stallion, ale ostatnie egzemplarze D wykorzystywano jeszcze w 2012 roku, ostatni lot operacyjny w Afganistanie CH-53D wykonały 20 sierpnia 2012. Ich zadania przejmują też nowe hybrydowe MV-22B Osprey, ale dla zastąpienia CH-53E zaplanowano nowy wariant CH-53K. USAF wycofała ostatni ze swoich MH-53 Pave Low w 2008 roku. US Navy z 30 RH-53D sześć utraciła w 1980 roku, trzy inne w wypadkach, od 1986 zastąpowały je MH-53E. Dzięki prowadzonemu przez Niemcy programowi modernizacji swoich CH-53, około 60 sztuk pozostanie w służbie do 2030 roku, w 2012 roku zdecydowano także o przeniesieniu wykorzystywanych dotychczas przez wojska lądowe Stalionów do Luftwaffe. Izrael utrzymuje w służbie około 33 CH-53 z 51 pozyskanych egzemplarzy, w tym dwa odkupiono od Austrii, cztery sprzedano Meksykowi, zmodernizowane siłami własnego przemysłu lotniczego.

### Wypadki
- 10 maja 1977 roku w katastrofie izraelskiego CH-53 śmierć poniosły 54 osoby, przyczyny nie ustalono.
- 31 Marines zginęło w katastrofie CH-53 USMC na Filipinach w 1977 roku, podczas operacji Fortress Lightning.
- 24/25 kwietnia 1980, podczas operacji Orli Szpon RH-53D zderzył się w burzy piaskowej z zaparkowanym EC-130E, zginęło ośmiu żołnierzy.
- 24 marca 1984, w czasie nocnego lotu w górzystym terenie w Korei rozbił się CH-53D Marines, zabijając 29 osób.
- 6 maja 1985 w wyniku awarii do Morza Japońskiego wpadł CH-53D USMC, zabijając 17 osób.
- 20 marca 1989 w Korei Południowej rozbił się CH-53D Marine Corps, zginęły 22 osoby.
- 4 lutego 1997 roku nad Rowem Jordanu zderzyły się dwa CH-53 Yas’ur 2000, zabijając 73 żołnierzy IDF, nie udało się ustalić przyczyny zderzenia, był to najgorszy wypadek lotniczy w historii Izraela.
- USMC utraciła w Afganistanie w 2002 CH-53E, tracąc dwóch żołnierzy.
- W 2002 Niemcy utraciły w Afganistanie CH-53G ponosząc siedem ofiar.
- W 2006 Hezbollah zestrzelił CH-53 Yas’ur IAF, zabijając pięciu członków załogi.
- W 2007 w Afganistanie w czasie walki rozbił się niemiecki CH-53 uczestniczący w misji MEDEVAC, nie było ofiar, ale siły ISAF były zmuszone zniszczyć wrak.
- W 2010 w czasie lotu treningowego nad rumuńskimi Karpatami rozbił się izraelski CH-53 zabijając siedem osób, w tym jednego Rumuna.
- 19 stycznia 2012 rozbił się CH-53D USMC, zabijając sześciu żołnierzy ISAF.
- W wypadku 21 czerwca 2012 utracono CH-53D, bez ofiar w ludziach.
- 14 stycznia 2016 roku dwa CH-53E zderzyły się w pobliżu Oʻahu, zginęło dwanaście osób (wszyscy obecni na pokładzie obu maszyn), jako przyczynę wskazano błąd pilota[2].
- 3 kwietnia 2018 roku w Kalifornii przy granicy z Meksykiem rozbił się CH-53E, zginęło czterech żołnierzy[3].

## Wersje
Śmigłowiec S-65 występował w wielu wersjach przystosowanych do różnych zadań:
- YCH-53A – dwa prototypy
- CH-53A – początkowa produkcja dla USMC, 139 sztuk
- RH-53A – wersja do zwalczania min morskich, 15 CH-53A zmodernizowanych dla US Navy, zwrócone po dostarczeniu RH-53D
- TH-53A – CH-53A używane do treningu przez USAF
- CH-53C – wersja o zwiększonym udźwigu dla USAF, 22 sztuki
- S-65C-2 (S-65Öe) – wersja eksportowana do Austrii, 2 sztuki, potem sprzedane do Izraela
- S-65-C-3 – wersja eksportowana dla Izraela, 25 sztuk
- CH-53D – ulepszony CH-53A, 126 sztuk
- RH-53D – ulepszona przeciwminowa wersja, 30 sztuk dla US Navy, 6 dla Iranu, USMC używał 16 RH-53D do 2004
- VH-53D – dwa CH-53D dla USMC przeznaczone do transportu VIP-ów
- CH-53E Super Stallion/S-80 – trójsilnikowa odmiana z 1980, produkowano też przeciwminowy MH-53E, łącznie 234 sztuki
- VH-53F – sześć nieukończonych śmigłowców VIP-ów dla US Air Force
- CH-53G (przez producenta S-65C-1) – wersja CH-53A dla Niemiec Zachodnich, 110 zbudowanych na licencji przez Vereinigte Flugtechnische Werke
- HH-53B – typ CH-53A używany przez USAF do misji ratunkowych
- HH-53C – „Super Jolly Green Giant”, ulepszony HH-53B dla USAF
- YHH-53H – prototyp Pave Low I
- HH-53H – Pave Low III przeznaczony do zadań specjalnych
- MH-53H – przesygnowanie HH-53H
- MH-53J – Pave Low III wzmocniony, HH-53B, HH-53C,
- MH-53M – Pave Low IV IDAS/MATT, poprawiona wersja MH-53J
- CH-53D Yas’ur 2000/2025 – S-65C-3 i używane CH-53A zmodernizowane przez Israel Aerospace Industries i Elbit Systems, 4 wyeksportowano do Meksyku
- CH-53GS / CH-53GE – niemieckie modernizacje SAR/CSAR przeznaczone do działań w Afganistanie, 26 sztuk
- CH-53GA – modernizacja niemieckich CH-53G: cyfrowy kokpit, system transmisji danych, głowica elektrooptyczna (FLIR), systemy samoobrony, zewnętrzne zbiorniki paliwa, zamówione w 2007, oblatany w 2010, dostawy od 2012, wycofanie planowane na 2030, 1/40 sztuk.
- CH-53K – wersja z ulepszonymi parametrami, powiększoną w stosunku do poprzedników o 15% przestrzenią ładunkową, mocniejszymi jednostkami napędowymi, nowymi łopatami głównego wirnika, nowym układem przeniesienia mocy i zmodernizowaną kabiną pilotów. Oblot prototypu odbył się 27 października 2015 roku w West Palm Beach na Florydzie. Lot trwał 30 minut. Pierwotnie oblot planowany był na grudzień 2014 roku, jednak odkryte w trakcie naziemnych badań problemy z przekładnią główną, opóźniły oblot[4][5].